# U-10号潜艇 (奥匈帝国)
- 關於UB-1号潜艇标题相近或相同的条目，請見「U-1號潛艇」。
- 關於U-10号潜艇标题相近或相同的条目，請見「U-10號潛艇」。

陛下之10号潜艇或称U-X号潜艇是奥匈帝国海军在第一次世界大战期间购置的U-10级潜艇的首艇。它原是作为UB-I型潜艇在德意志帝国海军服役，战术编号使用UB-1号。UB-1号由基尔的日耳曼尼亚船厂建造，于1915年1月通过铁路运至普拉组装并下水。当月晚些时候，它在德意志帝国海军麾下正式入役，并于6月击沉了一艘意大利鱼雷艇。该艇于7月移交奥匈帝国，以U-10号之名投入使用。1917年5月，U-10号遭一艘英国潜艇袭击，但两枚鱼雷都没有击中。1918年7月，该艇触雷搁浅，严重受损。它被拖到的里雅斯特进行维修，但工程直至战争结束仍未完成。战后，U-10号作为战争赔款移交意大利，后于1920年在普拉拆解报废。

## 设计及建造
U-10号是一艘供近岸使用的小型单壳体潜艇，水面及水下排水量分别为127吨和142吨。它配备有一台功率为45千瓦特（60匹軸馬力）的戴姆勒四缸四冲程柴油发动机用于水面运行，以及一台89千瓦特（119匹軸馬力）的西门子-舒克特电动发电机用于水下航行，可分别提供最高6.5節（12.0每小時）的水面航速和最高5.5節（10.2每小時）的水下航速。其潜航深度为50米，额定船员编制为14名官兵。
U-10号装备有两具直径为450毫米的艇艏鱼雷发射管，并可携带2枚鱼雷。典型的德国UB-I型潜艇还额外装备有一挺8毫米MG08重机枪，但既有文献尚无法确定U-10号作为一艘前德国潜艇是否装备了这类机枪，若有又是否在奥匈帝国服役时保留了下来。1916年10月，U-10号补充装备了一门37毫米23倍径速射炮；它其后又于1917年11月被一门47毫米33倍径速射炮所取代。
经过奥匈帝国与德国的长期谈判，德国于1915年3月决定向对方提供五艘UB-I型潜艇。这款艇型对奥匈帝国海军而言是相当熟悉的，因为德意志帝国海军的UB-3号、UB-8号和UB-9号均是在奥匈帝国的普拉海军基地重新组装的。该国的第一艘同型艇于1915年4月4日购入，即作为“样品”的UB-1号。UB-1号自1914年11月1日在基尔的日耳曼尼亚船厂开建，至1915年1月22日下水。之后，这艘潜艇被拆成多个部件，通过铁路运输到普拉再重新组装。U-10号的重组耗时不详，但参考1915年4月中旬从德国运来的姊妹艇UB-3号，组装时间应为两周左右。

## 服役历史
1915年1月29日，UB-1号在首任艇长、海军中尉弗朗茨·魏格尔的指挥下正式投入德意志帝国海军服役。同年6月4日，该艇被分解成三个部分，用铁路运到普拉重新组装使用，一名奥匈帝国海军军官也被派驻该艇进行引航和训练。6月26日，该艇在威尼斯湾发射鱼雷击沉了意大利鱼雷艇5PN号。
一个月后，即1915年7月4日，德意志帝国海军正式将UB-1号移交给奥匈帝国海军，并在海军上尉卡尔·埃德勒·冯·翁措夫斯基的指挥下入役，成为U-10号。英国潜艇H4号于1917年5月11日与U-10号相遇。前者当时是在普拉附近巡逻时发现了U-10号，并向后者发射了两枚鱼雷。鱼雷的夹差在365米的距离上偏出5度，这显然是過宽的偏差，因为H4号的艇长观察到鱼雷正好从U-10号的艏部和艉部掠过。
1918年7月9日，U-10号在亚得里亚海北部近考尔莱的45°30′N 13°00′E / 45.500°N 13.000°E处不慎撞上了一枚意大利水雷后搁浅，遭到严重的破坏。尽管艇内被奥匈帝国陆军部队洗劫一空，它后来还是被拖到的里雅斯特进行修复，但直修复工作直至战争结束仍未完成；13名船员全部获救。战后，U-10号作为战争赔款被割让予意大利，后于1920年在普拉拆解报废。它在奥匈帝国的役期中未能取得任何战绩。

## 袭击历史摘要
| 日期          | 船名  | 船籍           | 吨位 | 结局 |
| ------------- | ----- | -------------- | ---- | ---- |
| 1915年6月26日 | 5PN号 | 意大利皇家海军 | 120  | 击沉 |

## 脚注
1. 1 2 3 4 5 6 7 8 9  Gardiner，第343頁.
2. 1 2 3 4 5  Helgason, Guðmundur. . German and Austrian U-boats of World War I - Kaiserliche Marine - Uboat.net.   [2008-11-03].
3. ↑  Helgason, Guðmundur. . German and Austrian U-boats of World War I - Kaiserliche Marine - Uboat.net.   [2022-01-26].
4. 1 2  Helgason, Guðmundur. . German and Austrian U-boats of World War I - Kaiserliche Marine - Uboat.net.   [2008-11-03].
5. ↑  Helgason, Guðmundur. . German and Austrian U-boats of World War I - Kaiserliche Marine - Uboat.net.   [2022-01-26].
6. 1 2 3 4 5 6 7 8 9 10 11  Helgason, Guðmundur. . German and Austrian U-boats of World War I - Kaiserliche Marine - Uboat.net.   [2008-11-03].
7. ↑  Helgason, Guðmundur. . German and Austrian U-boats of World War I - Kaiserliche Marine - Uboat.net.   [2022-01-26].
8. ↑  Helgason, Guðmundur. . German and Austrian U-boats of World War I - Kaiserliche Marine - Uboat.net.   [2022-01-26].
9. ↑  Helgason, Guðmundur. . German and Austrian U-boats of World War I - Kaiserliche Marine - Uboat.net.   [2022-01-26].
10. ↑  Helgason, Guðmundur. . German and Austrian U-boats of World War I - Kaiserliche Marine - Uboat.net.   [2022-01-26].
11. ↑  Helgason, Guðmundur. . German and Austrian U-boats of World War I - Kaiserliche Marine - Uboat.net.   [2022-01-26].
12. ↑  Helgason, Guðmundur. . German and Austrian U-boats of World War I - Kaiserliche Marine - Uboat.net.   [2022-01-26].
13. ↑  Helgason, Guðmundur. . German and Austrian U-boats of World War I - Kaiserliche Marine - Uboat.net.   [2022-01-26].
14. ↑  Helgason, Guðmundur. . German and Austrian U-boats of World War I - Kaiserliche Marine - Uboat.net.   [2022-01-26].
15. ↑  Gröner 1991，第22-23頁.
16. 1 2 3 4  Gardiner，第180頁.
17. 1 2  . Gwpda.org.   [2010-02-09]. （原始内容存档于2018-10-18）.
18. ↑  Messimer，第126–127頁.
19. ↑  Compton-Hall，第242頁.
20. ↑  Google Inc.  (地图). Google Inc. 2010-02-07  [2010-02-07].
21. ↑  . Naval-history.net.   [2010-02-09]. （原始内容存档于2012-03-27）.
22. ↑  Helgason, Guðmundur. . German and Austrian U-boats of World War I - Kaiserliche Marine - Uboat.net.   [2015-01-26].